# Eishockey-Weltmeisterschaft 1970
Die 37. Eishockey-Weltmeisterschaften der Herren der Internationalen Eishockey-Föderation IIHF waren die Eishockey-Weltmeisterschaften des Jahres 1970 und zugleich die 48. Eishockey-Europameisterschaft. Das Turnier der A-Gruppe mit sechs Nationalmannschaften fand vom 14. bis 30. März 1970 wie im Vorjahr in der schwedischen Hauptstadt Stockholm statt.
Die beiden weiteren Turniere fanden im Februar 1970 in Bukarest und Galați statt. Insgesamt nahmen 21 Nationalmannschaften an den drei Turnieren der A- bis C-Gruppe teil. Die kanadische Eishockeynationalmannschaft verzichtete aufgrund der Nichtzulassung von Profispielern auf eine Teilnahme an der Weltmeisterschaft.

## A-Weltmeisterschaft
Die 37. Eishockey-Weltmeisterschaft und 48. Eishockey-Europameisterschaft der Herren fand zwischen dem 14. und 30. März 1970 in der schwedischen Hauptstadt Stockholm statt. Spielort war das Johanneshovs Isstadion mit etwa 10.200 Plätzen. Insgesamt besuchten 154.485 Zuschauer die 30 Turnierspiele, was einem Schnitt von 5.150 pro Partie entspricht.
Den Titel sicherte sich zum insgesamt zehnten Mal und zum achten Mal in Folge die Sowjetunion, die das Turnier mit nur einer Niederlage beendete. Den zweiten Platz belegte die schwedische Eishockeynationalmannschaft mit sieben Siegen vor den drittplatzierten Tschechoslowaken. Da in diesem Jahr ausschließlich europäische Mannschaften am Turnier teilnahmen, entsprach die Welt- auch der Europameisterschaftstabelle. Die Sbornaja gewann damit ihren insgesamt 13. Europameistertitel.

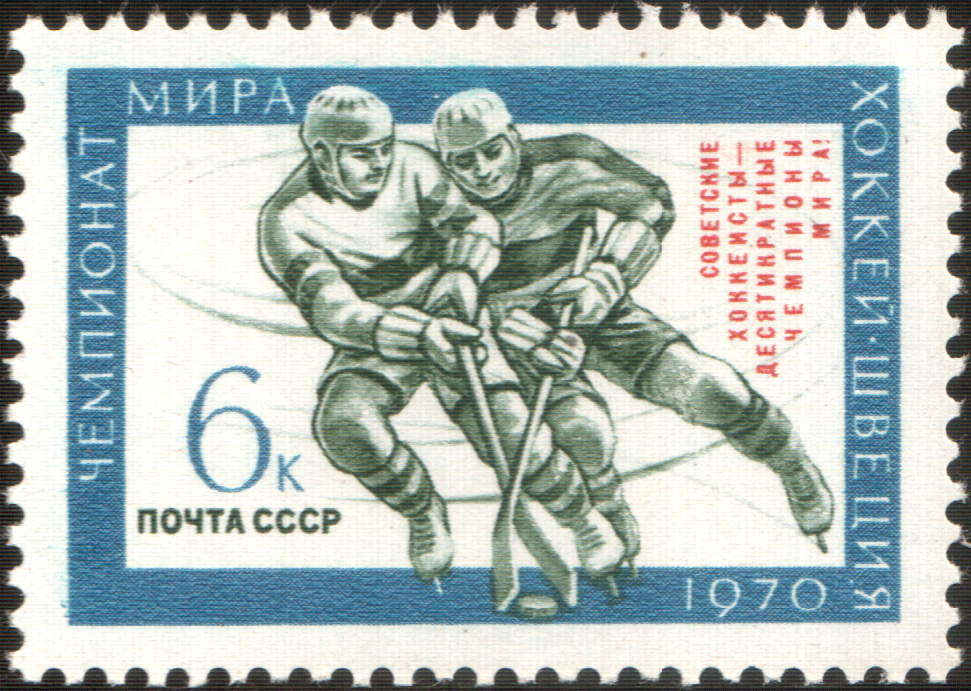
Sowjetische Briefmarke zum 10. Titelgewinn

In der Abstiegsfrage kristallisierten sich schon in der ersten Runde Polen und die DDR als Abstiegskandidaten heraus. Durch Siege über Finnland und Polen in der zweiten Runde sicherte sich die DDR jedoch ihren Platz in der A-Gruppe, entschied sich aber 1971 für einen freiwilligen Rückzug in die B-Gruppe.

### Vorgeschichte
Die A-Gruppe der Weltmeisterschaft sollte ursprünglich in Montreal und Winnipeg (Kanada) ausgetragen werden. Damit hätte erstmals ein Weltmeisterschaftsturnier im „Mutterland des Eishockeys“ stattgefunden.
Nach den schlechten Ergebnissen der kanadischen und US-amerikanischen Nationalmannschaften bei der Weltmeisterschaft 1969 versuchte der damalige kanadische Eishockeyverband (Canadian Hockey Association), die Teilnahme von Profispielern bei IIHF-Turnieren zu ermöglichen. Beim IIHF-Kongress in Stockholm 1969 einigten sich die Delegierten schließlich auf eine Teilnahme von bis zu neun Profispielern, die jedoch nicht aus der National Hockey League stammen durften. Aufgrund von Äußerungen des IOC-Präsidenten Avery Brundage, Eishockey nicht mehr als olympische Sportart anzuerkennen, sollten Profispieler erlaubt werden, zog der IIHF Kongress im Januar 1970 die vorherige Einigung zurück und kehrte zu den reinen Amateurbestimmungen zurück. Daraufhin verkündete der kanadische Minister für Gesundheit und Amateursport, John Munro, am 4. Januar 1970 aus Protest den Rückzug des kanadischen Eishockeyverbandes von allen IIHF-Turnieren und die Nichtaustragung der Weltmeisterschaft.
Die schwedische Hauptstadt Stockholm, schon Ausrichterin des Vorjahresturniers, sprang für die ursprünglich vorgesehenen Austragungsorte ein.

### Spiele

#### 1. Runde
| 14. März 1970 12:00 Uhr | Finnland Pekka Leimu (51:28) | 1:2 (0:0, 0:0, 1:2) | UdSSR Alexander Malzew (44:11) Wladimir Petrow (48:02) | Johanneshovs Isstadion, Stockholm Zuschauer: 2.890 |

| 14. März 1970 16:00 Uhr | Schweden Lars-Erik Sjöberg (8:03) Lennart Svedberg (22:43) Stig-Göran Johansson (22:53) Stefan Karlsson (40:14) Håkan Wickberg (46:59) Stig-Göran Johansson (58:17) | 6:1 (1:0, 2:1, 3:0) | DDR Rolf Bielas (35:27) | Johanneshovs Isstadion, Stockholm Zuschauer: 4.871 |

| 14. März 1970 19:30 Uhr | Tschechoslowakei Oldřich Machač (3:38) Vladimír Martinec (5:02) Jan Suchý (21:02) Július Haas (21:19) Jiří Kochta (29:49) Václav Nedomanský (47:30) | 6:3 (2:1, 3:1, 1:1) | Polen Ludwik Czachowski (17:40) Robert Góralczyk (21:28) Tadeusz Kacik (59:28) | Johanneshovs Isstadion, Stockholm Zuschauer: 487 |

| 15. März 1970 12:00 Uhr | UdSSR Jewgeni Mischakow (1:06) Wladimir Wikulow (6:20) Alexander Malzew (13:18) Alexander Malzew (21:55) Jewgeni Mischakow (28:00) Wjatscheslaw Starschinow (37:15) Jewgeni Mischakow (42:22) Anatoli Firsow (46:37) Waleri Charlamow (47:01) Wladimir Petrow (51:44) Alexander Malzew (52:37) Alexander Malzew (55:45) | 12:1 (3:0, 3:1, 6:0) | DDR Joachim Ziesche (35:06) | Johanneshovs Isstadion, Stockholm Zuschauer: 2.135 |

| 15. März 1970 16:00 Uhr | Finnland Pekka Leimu (1:46) Matti Murto (19:17) Pekka Leimu (39:12) Jorma Peltonen (41:41) Jorma Vehmanen (43:06) Pekka Leimu (50:19) Veli-Pekka Ketola (56:41) Lauri Mononen (58:33) Matti Murto (59:37) | 9:1 (2:1, 1:0, 6:0) | Polen Feliks Góralczyk (12:11) | Johanneshovs Isstadion, Stockholm Zuschauer: 2.237 |

| 15. März 1970 19:30 Uhr | Schweden Nils Johansson (3:01) Thommy Abrahamsson (5:09) Lars-Göran Nilsson (20:47) Stig-Göran Johansson (46:43) Anders Hedberg (53:23) | 5:4 (2:2, 1:1, 2:1) | Tschechoslowakei Oldřich Machač (8:29) Jan Suchý (17:45) Jan Suchý (29:36) Jiří Kochta (59:59) | Johanneshovs Isstadion, Stockholm Zuschauer: 8.163 |

| 17. März 1970 12:00 Uhr | UdSSR Anatoli Firsow (6:25) Wladimir Wikulow (9:24) Alexander Malzew (21:08) Alexander Malzew (29:09) Boris Michailow (32:49) Wladimir Wikulow (35:18) Wladimir Wikulow (39:18) | 7:0 (2:0, 5:0, 0:0) | Polen | Johanneshovs Isstadion, Stockholm Zuschauer: 4.072 |

| 17. März 1970 16:00 Uhr | Tschechoslowakei Václav Nedomanský (6:58) Július Haas (10:31) Július Haas (56:31) Jan Suchý (58:43) | 4:1 (2:0, 0:0, 2:1) | DDR Bernd Karrenbauer (40:57) | Johanneshovs Isstadion, Stockholm Zuschauer: 4.629 |

| 17. März 1970 19:30 Uhr | Schweden Stefan Karlsson (32:49) | 1:3 (0:2, 1:1, 0:0) | Finnland Harri Linnonmaa (10:50) Juha Rantasila (14:18) Matti Keinonen (21:41) | Johanneshovs Isstadion, Stockholm Zuschauer: 6.202 |

| 18. März 1970 19:30 Uhr | Tschechoslowakei Jiří Kochta (37:27) | 1:3 (0:1, 1:0, 0:2) | UdSSR Alexander Malzew (5:19) Wladimir Wikulow (47:13) Waleri Nikitin (49:44) | Johanneshovs Isstadion, Stockholm Zuschauer: 7.202 |

| 19. März 1970 16:00 Uhr | Finnland Jorma Peltonen (16:33) | 1:0 (1:0, 0:0, 0:0) | DDR | Johanneshovs Isstadion, Stockholm Zuschauer: 3.577 |

| 19. März 1970 19:30 Uhr | Polen | 0:11 (0:4, 0:2, 0:5) | Schweden Thommy Abrahamsson (6:18) Björn Palmqvist (10:17) Hans Lindberg (11:05) Hans Lindberg (14:30) Tord Lundström (35:00) Hans Lindberg (37:26) Ulf Sterner (40:56) Björn Palmqvist (41:26) Lars-Göran Nilsson (53:58) Stefan Karlsson (55:25) Tord Lundström (59:18) | Johanneshovs Isstadion, Stockholm Zuschauer: 8.710 |

| 20. März 1970 16:00 Uhr | Tschechoslowakei František Ševčík (6:59) Václav Nedomanský (26:37) Jan Suchý (29:22) Jaroslav Holík (37:31) Václav Nedomanský (37:55) Václav Nedomanský (39:33) Jan Suchý (41:25) Jan Suchý (44:13) Július Haas (54:55) | 9:1 (1:0, 5:1, 3:0) | Finnland Matti Keinonen (23:50) | Johanneshovs Isstadion, Stockholm Zuschauer: 6.195 |

| 20. März 1970 19:30 Uhr | UdSSR Wjatscheslaw Starschinow (12:26) Waleri Charlamow (41:30) | 2:4 (1:1, 0:2, 1:1) | Schweden Björn Palmqvist (19:02) Arne Carlsson (22:02) Lars-Göran Nilsson (39:12) Tord Lundström (42:36) | Johanneshovs Isstadion, Stockholm Zuschauer: 9.906 |

| 21. März 1970 16:00 Uhr | DDR Rüdiger Noack (6:01) Helmut Novy (36:12) | 2:2 (1:0, 1:1, 0:1) Spielbericht | Polen Bogdan Migacz (37:22) Krzysztof Birula-Białynicki (42:32) | Johanneshovs Isstadion, Stockholm Zuschauer: 1.297 |

#### 2. Runde
| 22. März 1970 12:00 Uhr | Tschechoslowakei Jiří Holík (3:47) Václav Nedomanský (5:37) Július Haas (9:14) František Ševčík (12:46) František Pospíšil (17:07) Vladimír Martinec (25:08) Vladimír Martinec (33:51) Jan Suchý (57:02) Jaroslav Holík (57:26) Jiří Holík (58:35) | 10:2 (5:0, 2:2, 3:0) Spielbericht | Polen Krzysztof Birula-Białynicki (27:06) Krzysztof Birula-Białynicki (38:00) | Johanneshovs Isstadion, Stockholm Zuschauer: 1.269 |

| 22. März 1970 16:00 Uhr | Schweden Hans Lindberg (17:15) Stefan Karlsson (29:33) Lars-Göran Nilsson (35:00) Lars-Göran Nilsson (37:29) Tord Lundström (40:35) Anders Hedberg (41:52) | 6:2 (1:1, 3:1, 2:0) Spielbericht | DDR Dietmar Peters (16:16) Wolfgang Plotka (30:59) | Johanneshovs Isstadion, Stockholm Zuschauer: 10.226 |

| 22. März 1970 19:30 Uhr | UdSSR Alexander Malzew (2:01) Alexander Jakuschew (8:36) Wladimir Wikulow (9:15) Boris Michailow (10:25) Waleri Charlamow (13:21) Wladimir Petrow (20:43) Anatoli Firsow (25:22) Anatoli Firsow (26:27) Alexander Jakuschew (27:28) Wjatscheslaw Starschinow (28:56) Boris Michailow (30:27) Boris Michailow (37:02) Wiktor Polupanow (39:43) Waleri Charlamow (44:47) Alexander Malzew (54:47) Waleri Charlamow (57:33) | 16:1 (5:0, 8:0, 3:1) Spielbericht | Finnland Matti Keinonen (43:45) | Johanneshovs Isstadion, Stockholm Zuschauer: 5.706 |

| 24. März 1970 12:00 Uhr | Finnland Lasse Oksanen (8:32) Veli-Pekka Ketola (30:17) Matti Murto (31:37) Matti Murto (53:45) | 4:0 (1:0, 2:0, 1:0) | Polen | Johanneshovs Isstadion, Stockholm Zuschauer: 1636 |

| 24. März 1970 16:00 Uhr | DDR Peter Slapke (28:03) | 1:7 (0:4, 1:0, 0:3) | UdSSR Jewgeni Mischakow (11:18) Anatoli Firsow (16:31) Alexander Jakuschew (18:16) Jewgeni Mischakow (18:36) Waleri Charlamow (43:06) Boris Michailow (55:25) Wjatscheslaw Starschinow (55:54) | Johanneshovs Isstadion, Stockholm Zuschauer: 2.024 |

| 24. März 1970 19:30 Uhr | Schweden Björn Palmqvist (13:53) Stig-Göran Johansson (55:21) | 2:2 (1:0, 0:1, 1:1) | Tschechoslowakei Stanislav Prýl (32:09) Jan Hrbatý (57:30) | Johanneshovs Isstadion, Stockholm Zuschauer: 9.990 |

| 25. März 1970 16:00 Uhr | Polen | 0:11 (0:3, 0:6, 0:2) | UdSSR Wladimir Schadrin (4:36) Boris Michailow (7:45) Alexander Malzew (18:43) Waleri Charlamow (24:55) Alexander Malzew (25:12) Jewgeni Mischakow (26:55) Wiktor Polupanow (31:23) Boris Michailow (33:25) Alexander Malzew (35:16) Wladimir Wikulow (47:47) Wladimir Wikulow (57:14) | Johanneshovs Isstadion, Stockholm Zuschauer: 1.755 |

| 25. März 1970 19:30 Uhr | Tschechoslowakei František Ševčík (2:52) Václav Nedomanský (5:52) František Pospíšil (7:57) Jiří Holík (22:56) Václav Nedomanský (42:57) Jiří Holík (45:42) Václav Nedomanský (47:00) | 7:3 (3:0, 1:1, 3:2) | DDR Joachim Ziesche (37:42) Rolf Bielas (47:51) Lothar Fuchs (55:01) | Johanneshovs Isstadion, Stockholm Zuschauer: 1.461 |

| 26. März 1970 19:30 Uhr | Schweden Stefan Karlsson (5:10) Håkan Wickberg (47:00) Stefan Karlsson (50:37) Stig-Göran Johansson (52:04) | 4:3 (1:0,0:2,3:1) | Finnland Harri Linnonmaa (35:08) Pekka Leimu (36:10) Lauri Mononen (45:49) | Johanneshovs Isstadion, Stockholm Zuschauer: 10.012 |

| 27. März 1970 17:00 Uhr | Tschechoslowakei Jan Hrbatý (45:46) | 1:5 (0:2, 0:2, 1:1) | UdSSR Wjatscheslaw Starschinow (6:57) Wladimir Petrow (14:24) Anatoli Firsow (28:14) Wladimir Wikulow (36:09) Wladimir Wikulow(46:32) | Johanneshovs Isstadion, Stockholm Zuschauer: 8.314 |

| 28. März 1970 12:00 Uhr | Finnland Lauri Mononen (21:56) Lasse Oksanen (33:31) Veli-Pekka Ketola (38:41) | 3:4 (0:1, 3:0, 0:3) | DDR Peter Prusa (17:56) Frank Braun (48:55) Joachim Ziesche (51:00) Dietmar Peters (55:21) | Johanneshovs Isstadion, Stockholm Zuschauer: 3.065 |

| 28. März 1970 16:00 Uhr | Schweden Tord Lundström (7:46) Thommy Abrahamsson (8:59) Håkan Wickberg (14:42) Roger Olsson (18:00) Roger Olsson (23:12) | 5:1 (4:0, 1:0, 0:1) | Polen Bogdan Migacz (41:50) | Johanneshovs Isstadion, Stockholm Zuschauer: 10.124 |

| 29. März 1970 16:00 Uhr | Polen Krzysztof Birula-Białynicki (15:02) Feliks Góralczyk (25:41) | 2:5 (1:1, 1:0, 0:4) | DDR Hartmut Nickel (0:12) Peter Prusa (46:59) Bernd Hiller (47:21) Wolfgang Plotka (50:52) Bernd Hiller (57:07) | Johanneshovs Isstadion, Stockholm Zuschauer: 3.345 |

| 30. März 1970 12:00 Uhr | Tschechoslowakei Václav Nedomanský (24:02) František Ševčík (35:10) Richard Farda (45:25) | 3:5 (0:2, 2:2, 1:1) | Finnland Matti Keinonen (1:30) Veli-Pekka Ketola (5:17) Juha Rantasila (28:08) Matti Murto (31:43) Jorma Peltonen (49:07) | Johanneshovs Isstadion, Stockholm Zuschauer: 3.414 |

| 30. März 1970 16:00 Uhr | Schweden Håkan Wickberg (20:08) | 1:3 (0:0, 1:2, 0:1) | UdSSR Wladimir Petrow (37:05) Wladimir Wikulow (37:23) Alexander Malzew (45:42) | Johanneshovs Isstadion, Stockholm Zuschauer: 9.572 |

### Beste Scorer
Quelle: eliteprospects.com; Abkürzungen: Sp = Spiele, T = Tore, V = Assists, Pkt = Punkte, SM = Strafminuten; Fett: Turnierbestwert
| Spieler            | Mannschaft       | Sp | T  | V  | Pkt | SM |
| ------------------ | ---------------- | -- | -- | -- | --- | -- |
| Alexander Malzew   | Sowjetunion      | 10 | 15 | 6  | 21  | 8  |
| Václav Nedomanský  | Tschechoslowakei | 10 | 10 | 7  | 17  | 11 |
| Anatoli Firsow     | Sowjetunion      | 8  | 6  | 10 | 16  | 2  |
| Jan Suchý          | Tschechoslowakei | 10 | 8  | 7  | 15  | 13 |
| Wladimir Wikulow   | Sowjetunion      | 10 | 9  | 5  | 14  | 0  |
| Stefan Karlsson    | Schweden         | 10 | 6  | 5  | 11  | 0  |
| Lars-Göran Nilsson | Schweden         | 10 | 5  | 6  | 11  | 27 |
| Waleri Charlamow   | Sowjetunion      | 9  | 7  | 3  | 10  | 4  |
| Boris Michailow    | Sowjetunion      | 10 | 7  | 3  | 10  | 2  |
| Tord Lundström     | Schweden         | 10 | 5  | 5  | 10  | 0  |

### Beste Torhüter
Abkürzungen: Sp = Spiele, Min = Eiszeit (in Minuten), GT = Gegentore, Sat = Schüsse aufs Tor, SVS = gehaltene Schüsse, Sv% = gehaltene Schüsse (in %), GTS = Gegentorschnitt; Fett: Turnierbestwert
| Spieler            | Mannschaft       | Sp | Min    | SaT | SVS | Sv%   | GT | GTS  |
| ------------------ | ---------------- | -- | ------ | --- | --- | ----- | -- | ---- |
| Wiktor Konowalenko | Sowjetunion      | 8  | 385:30 | 128 | 121 | 94,53 | 7  | 1,09 |
| Wladislaw Tretjak  | Sowjetunion      | 6  | 214:30 | 74  | 70  | 94,59 | 4  | 1,12 |
| Leif Holmqvist     | Schweden         | 8  | 460:00 | 170 | 156 | 91,76 | 14 | 1,83 |
| Vladimír Dzurilla  | Tschechoslowakei | 10 | 560:00 | 228 | 200 | 87,72 | 28 | 3,00 |
| Urpo Ylönen        | Finnland         | 6  | 360:00 | 206 | 188 | 91,26 | 18 | 3,00 |
| Dieter Pürschel    | DDR              | 6  | 289:28 | 170 | 146 | 85,88 | 24 | 4,97 |
| Klaus Hirche       | DDR              | 7  | 310:32 | 204 | 178 | 87,25 | 26 | 5,02 |
| Jorma Valtonen     | Finnland         | 4  | 240:00 | 163 | 141 | 86,50 | 22 | 5,50 |
| Walery Kosyl       | Polen            | 7  | 381:20 | 269 | 231 | 85,87 | 38 | 5,98 |

### Abschlusstabelle der A-WM
| Pl | Mannschaft       | Sp | S | U | N | Tore  | Diff | Pkt.  |
| -- | ---------------- | -- | - | - | - | ----- | ---- | ----- |
| 1. | UdSSR            | 10 | 9 | 0 | 1 | 68:11 | +57  | 18:02 |
| 2. | Schweden         | 10 | 7 | 1 | 2 | 45:21 | +24  | 15:05 |
| 3. | Tschechoslowakei | 10 | 5 | 1 | 4 | 47:30 | +17  | 11:09 |
| 4. | Finnland         | 10 | 5 | 0 | 5 | 31:40 | −9   | 10:10 |
| 5. | DDR              | 10 | 2 | 1 | 7 | 20:50 | −30  | 05:15 |
| 6. | Polen            | 10 | 0 | 1 | 9 | 11:70 | −59  | 01:19 |

### Auf- und Absteiger
| Absteiger:  | Polen (nach Qualifikation), DDR (freiwillig) |
| Aufsteiger: | USA, BR Deutschland (nach Qualifikation)     |

### Meistermannschaften
| Weltmeister UdSSR       | Wiktor Konowalenko, Wladislaw Tretjak – Alexander Ragulin, Witali Dawydow, Igor Romischewski, Wladimir Luttschenko, Jewgeni Paladjew, Waleri Wassiljew, Waleri Nikitin – Boris Michailow, Wladimir Petrow, Waleri Charlamow, Alexander Malzew, Anatoli Firsow, Wladimir Wikulow, Wjatscheslaw Starschinow, Alexander Jakuschew, Jewgeni Mischakow, Wiktor Polupanow, Wladimir Schadrin Trainerstab: Anatoli Tarassow und Arkadi Tschernyschow |
| Silber Schweden         | Leif Holmqvist, Gunnar Bäckman – Thommy Abrahamsson, Arne Carlsson, Anders Hagström, Nils Johansson, Kjell-Rune Milton, Lars-Erik Sjöberg, Lennart Svedberg – Anders Hedberg, Stig-Göran Johansson, Stefan Karlsson, Hans Lindberg, Tord Lundström, Lars-Göran Nilsson, Anders Nordin, Roger Olsson, Björn Palmqvist, Ulf Sterner, Håkan Wickberg Trainer: Arne Strömberg                                                                     |
| Bronze Tschechoslowakei | Vladimír Dzurilla, Miroslav Lacký – Jan Suchý, Josef Horešovský, Oldřich Machač, František Pospíšil, Vladimír Bednář, Ľubomír Ujváry – Vladimír Martinec, Richard Farda, Josef Černý, Jan Hrbatý, Jaroslav Holík, Jiří Holík, Július Haas, Václav Nedomanský, Jiří Kochta, František Ševčík, Ivan Hlinka, Stanislav Prýl Trainerstab: Vladimír Kostka, Jaroslav Pitner                                                                        |

Europameister

UdSSR

### Auszeichnungen
Spielertrophäen
| Auszeichnung       | Spieler          | Team        |
| ------------------ | ---------------- | ----------- |
| Bester Torhüter    | Urpo Ylönen      | Finnland    |
| Bester Verteidiger | Lennart Svedberg | Schweden    |
| Bester Stürmer     | Alexander Malzew | Sowjetunion |

1st All-Star-Team
| Angriff:      | Anatoli Firsow – Alexander Malzew – Václav Nedomanský |
| Verteidigung: | Jan Suchý – Lennart Svedberg                          |
| Tor:          | Wiktor Konowalenko                                    |

2nd All-Star-Team
| Angriff:      | Waleri Charlamow – Wjatscheslaw Starschinow – Lars-Göran Nilsson |
| Verteidigung: | Thommy Abrahamsson – Lars-Erik Sjöberg                           |
| Tor:          | Leif Holmqvist                                                   |

## B-Weltmeisterschaft
in Bukarest, Rumänien

### Spiele
| 24. Februar 1970 | Jugoslawien | 3:6 (1:1, 1:2, 1:3) | BR Deutschland | Mihai Flamaropol, Bukarest |

| 24. Februar 1970 | USA | 11:1 (4:1, 3:0, 4:0) | Japan | Mihai Flamaropol, Bukarest |

| 24. Februar 1970 | Schweiz | 4:2 (2:1, 1:0, 1:1) | Bulgarien | Bukarest |

| 24. Februar 1970 | Rumänien | 3:4 (0:2, 0:2, 3:0) | Norwegen | Bukarest |

| 25. Februar 1970 | USA | 19:1 (6:1, 7:0, 6:0) | Bulgarien | Bukarest |

| 25. Februar 1970 | BR Deutschland | 2:1 (1:0, 0:0, 1:1) | Japan | Bukarest |

| 26. Februar 1970 | Rumänien | 4:3 (0:0, 1:1, 3:2) | Jugoslawien | Bukarest |

| 26. Februar 1970 | Norwegen | 4:2 (2:1, 1:1, 1:0) | Schweiz | Bukarest |

| 27. Februar 1970 | Norwegen | 8:3 (4:0, 2:2, 2:1) | Bulgarien | Bukarest |

| 27. Februar 1970 | BR Deutschland | 3:1 (0:0, 3:0, 0:1) | Schweiz | Bukarest |

| 27. Februar 1970 | USA | 5:1 (2:0, 1:1, 2:0) | Jugoslawien | Bukarest |

| 27. Februar 1970 | Rumänien | 4:8 (0:2, 4:1, 0:5) | Japan | Bukarest |

| 28. Februar 1970 | USA | 5:2 (0:1, 3:1, 2:0) | BR Deutschland | Bukarest |

| 28. Februar 1970 | Japan | 11:2 (3:1, 4:1, 4:0) | Bulgarien | Bukarest |

| 1. März 1970 | Jugoslawien | 3:3 (2:0, 0:1, 1:2) | Norwegen | Bukarest |

| 1. März 1970 | Rumänien | 1:7 (0:3, 0:1, 1:3) | Schweiz Claude Henry (13:27) Ueli Lüthi (15:46) Michel Turler (19:42) | Bukarest |

| 2. März 1970 | BR Deutschland | 13:1 (5:0, 7:0, 1:1) | Bulgarien | Bukarest |

| 2. März 1970 | Jugoslawien | 6:3 (2:0, 2:2, 2:1) | Schweiz | Bukarest |

| 2. März 1970 | Norwegen | 5:5 (2:1, 1:1, 2:3) | Japan | Bukarest |

| 2. März 1970 | Rumänien | 1:9 (1:4, 0:1, 0:4) | USA | Bukarest |

| 4. März 1970 | USA | 9:2 (4:0, 2:1, 3:1) | Norwegen | Bukarest |

| 4. März 1970 | Jugoslawien | 6:0 (1:0, 5:0, 0:0) | Bulgarien | Bukarest |

| 4. März 1970 | Japan | 3:2 (2:0, 0:2, 1:0) | Schweiz | Bukarest |

| 4. März 1970 | Rumänien | 2:5 (0:1, 0:1, 2:3) | BR Deutschland | Bukarest |

| 5. März 1970 | Jugoslawien | 8:2 (6:1, 2:0, 0:1) | Japan | Bukarest |

| 5. März 1970 | USA | 12:3 (2:1, 6:1, 4:1) | Schweiz | Bukarest |

| 5. März 1970 | BR Deutschland | 3:0 (0:0, 3:0, 0:0) | Norwegen | Bukarest |

| 5. März 1970 | Rumänien | 6:2 (2:0, 2:0, 2:2) | Bulgarien | Bukarest |

### Abschlusstabelle der B-WM
| Pl | Mannschaft     | Sp | S | U | N | Tore  | Diff | Pkt.  |
| -- | -------------- | -- | - | - | - | ----- | ---- | ----- |
| 1  | USA            | 7  | 7 | 0 | 0 | 70:11 | +59  | 14:0  |
| 2  | BR Deutschland | 7  | 6 | 0 | 1 | 34:13 | +21  | 12:02 |
| 3  | Norwegen       | 7  | 3 | 2 | 2 | 26:28 | −2   | 08:06 |
| 4  | Jugoslawien +  | 7  | 3 | 1 | 3 | 30:23 | +7   | 07:07 |
| 5  | Japan +        | 7  | 3 | 1 | 3 | 31:34 | −3   | 07:07 |
| 6  | Schweiz +      | 7  | 2 | 0 | 5 | 22:31 | −9   | 04:10 |
| 7  | Rumänien +     | 7  | 2 | 0 | 5 | 21:38 | −17  | 04:10 |
| 8  | Bulgarien      | 7  | 0 | 0 | 7 | 11:67 | −56  | 00:14 |

+ der direkte Vergleich entscheidet für Jugoslawien bzw. die Schweiz

### Auf- und Absteiger
| B-Weltmeister 1970:          | USA                                          |
| Aufsteiger in die A-Gruppe:  | USA, BR Deutschland (nach Qualifikation)     |
| Absteiger aus der A-Gruppe:  | DDR (freiwillig), Polen (nach Qualifikation) |
| Absteiger in die C-Gruppe:   | Bulgarien Rumänien                           |
| Aufsteiger aus der C-Gruppe: | Österreich, Italien                          |

### Auszeichnungen
Spielertrophäen
| Auszeichnung       | Spieler      | Team           |
| ------------------ | ------------ | -------------- |
| Bester Torhüter    | Anton Kehle  | BR Deutschland |
| Bester Verteidiger | George Konik | USA            |
| Bester Stürmer     | Takao Hikigi | Japan          |

All-Star-Team
| Angriff:      | Hideaki Kurokawa – Ernst Köpf – Gary Gambucci |
| Verteidigung: | Don Ross – George Konik                       |
| Tor:          | Anton Kehle                                   |

## C-Weltmeisterschaft
in Galați, Rumänien

### Spiele
| 13. Februar 1970 | Ungarn | 7:1 (1:1, 3:0, 3:0) | Niederlande | Patinoarul Artificial, Galați |

| 13. Februar 1970 | Österreich | 7:2 (1:0, 2:2, 4:0) | Frankreich | Galați |

| 13. Februar 1970 | Italien | 3:1 (0:0, 0:0, 3:1) | Dänemark | Galați |

| 14. Februar 1970 | Italien | 8:2 (1:2, 5:0, 2:0) | Belgien | Galați |

| 14. Februar 1970 | Frankreich | 9:2 (6:0, 2:0, 1:2) | Niederlande | Galați |

| 15. Februar 1970 | Österreich | 4:3 (2:3, 2:0, 0:0) | Dänemark | Galați |

| 16. Februar 1970 | Niederlande | 7:1 (1:1, 4:0, 2:0) | Belgien | Galați |

| 16. Februar 1970 | Österreich | 3:2 (3:1, 0:0, 0:1) | Ungarn | Galați |

| 16. Februar 1970 | Italien | 4:1 (0:1, 2:0, 2:0) | Frankreich | Galați |

| 18. Februar 1970 | Dänemark | 3:3 (0:0, 2:1, 1:2) | Niederlande | Galați |

| 18. Februar 1970 | Italien | 3:6 (1:3, 0:1, 2:2) | Ungarn | Galați |

| 18. Februar 1970 | Österreich | 11:0 (3:0, 3:0, 5:0) | Belgien | Galați |

| 19. Februar 1970 | Dänemark | 11:4 (4:1, 2:1, 5:2) | Belgien | Galați |

| 19. Februar 1970 | Ungarn | 2:4 (0:2, 1:0, 1:2) | Frankreich | Galați |

| 19. Februar 1970 | Italien | 6:1 (3:0, 2:1, 1:0) | Niederlande | Galați |

| 21. Februar 1970 | Dänemark | 0:2 (0:0, 0:1, 0:1) | Frankreich | Galați |

| 21. Februar 1970 | Ungarn | 15:2 (5:1, 3:0, 7:1) | Belgien | Galați |

| 21. Februar 1970 | Österreich | 9:2 (3:1, 4:0, 2:1) | Niederlande | Galați |

| 22. Februar 1970 | Frankreich | 11:0 (4:0, 2:0, 5:0) | Belgien | Galați |

| 22. Februar 1970 | Ungarn | 6:2 (4:2, 1:0, 1:0) | Dänemark | Galați |

| 22. Februar 1970 | Österreich | 3:3 (2:3, 0:0, 1:0) | Italien | Galați |

### Abschlusstabelle der C-WM
| Pl | Mannschaft     | Sp | S | U | N | Tore  | Diff | Pkt.  |
| -- | -------------- | -- | - | - | - | ----- | ---- | ----- |
| 1  | Österreich     | 6  | 5 | 1 | 0 | 37:12 | +25  | 11:01 |
| 2  | Italien        | 6  | 4 | 1 | 1 | 27:14 | +13  | 09:03 |
| 3  | Frankreich +   | 6  | 4 | 0 | 2 | 29:15 | +14  | 08:04 |
| 4  | Ungarn +       | 6  | 4 | 0 | 2 | 38:15 | +23  | 08:04 |
| 5  | Dänemark ++    | 6  | 1 | 1 | 4 | 20:22 | −2   | 03:09 |
| 6  | Niederlande ++ | 6  | 1 | 1 | 4 | 16:35 | −19  | 03:09 |
| 7  | Belgien        | 6  | 0 | 0 | 6 | 9:63  | −54  | 00:12 |

+ der direkte Vergleich entscheidet für Frankreich

++ die Tordifferenz entscheidet für Dänemark (direkter Vergleich Unentschieden)

### Auf- und Absteiger
| C-Weltmeister 1970:         | Österreich          |
| Aufsteiger in die B-Gruppe: | Italien, Österreich |
| Absteiger aus der B-Gruppe: | Rumänien, Bulgarien |